# Silke Lange
Silke Lange (* vor 1980) ist eine deutsche Übersetzerin.

## Leben
Silke Lange übersetzte in den 1980er Jahren eine Reihe von erzählenden Werken und Sachbüchern aus dem Niederländischen ins Deutsche, darunter vor allem Werke der Feministin Anja Meulenbelt. 

## Übersetzungen
- Martine Carton: Medusa und die grünen Witwen. Kriminalroman. Fischer-Taschenbuch-Verlag, Frankfurt am Main 1982, ISBN 3-596-28023-0 (übersetzt zusammen mit Josh van Soer)
- Doeschka Meijsing: Tiger aus Glas. Roman. Droemersche Verlagsanstalt Knaur, München 1985, ISBN 3-426-08029-X
- Doeschka Meijsing: Utopia. Roman. Droemer Knaur, München 1989, ISBN 3-426-08030-3
- Anja Meulenbelt: Feminismus. Aufsätze zur Frauenbefreiung. Verlag Frauenoffensive, München 1982, ISBN 3-88104-118-4 (übersetzt zusammen mit Barbara Dominick)
- Anja Meulenbelt: Die Gewöhnung ans alltägliche Glück. Roman. Rowohlt, Reinbek bei Hamburg 1985, ISBN 3-498-04293-9
- Anja Meulenbelt: Ich wollte nur dein Bestes. Roman. Rowohlt, Reinbek bei Hamburg 1986, ISBN 3-498-04300-5
- Anja Meulenbelt: Kleine Füße, große Füße. Droemer Knaur, München 1984, ISBN 3-426-08007-9
- Anja Meulenbelt: Scheidelinien. Über Sexismus, Rassismus und Klassismus. Rowohlt, Reinbek bei Hamburg 1988, ISBN 3-498-04316-1
- Anja Meulenbelt: Weiter als die Wut. Aufsätze. Verlag Frauenoffensive, München 1983, ISBN 3-88104-133-8 (übersetzt zusammen mit Barbara Dominick)
- Anja Meulenbelt: Wie Schalen einer Zwiebel oder Wie wir zu Frauen und Männern gemacht werden. Frauenoffensive, München 1985, ISBN 3-88104-143-5

| Personendaten    | Personendaten         |
| ---------------- | --------------------- |
| NAME             | Lange, Silke          |
| KURZBESCHREIBUNG | deutsche Übersetzerin |
| GEBURTSDATUM     | vor 1980              |